# Dana Ashbrook
Dana Ashbrook, född 24 maj 1967 i San Diego i Kalifornien, är en amerikansk skådespelare. Han är mest känd för rollen som Bobby Briggs i TV-serien Twin Peaks.

## Filmografi (urval)
- 1989 – Håll tassarna borta från min dotter
- 1990–1991 – Twin Peaks (TV-serie)
- 1992 – Twin Peaks: Fire Walk with Me
- 1995 – Comfortably Numb
- 2002–2003 – Dawsons Creek (TV-serie)
- 2002 – New Alcatraz
- 2010 – Psych (TV-serie)
- 2017 – Twin Peaks (TV-serie)